# Software de análisis de redes sociales
El software de análisis de redes sociales (software SNA) es un software que facilita el análisis cuantitativo o cualitativo de las redes sociales, al describir las características de una red, ya sea mediante representación numérica o visual.

## Descripción general
Las redes pueden consistir en cualquier cosa, desde familias, equipos de proyectos, aulas, equipos deportivos, legislaturas, estados-nación, vectores de enfermedades, membresía en sitios web de redes como Twitter o Facebook, o incluso Internet. Las redes pueden consistir en vínculos directos entre nodos o vínculos indirectos basados en atributos compartidos, asistencia compartida a eventos o afiliaciones comunes. Las características de la red pueden estar a nivel de nodos individuales, díadas, tríadas, lazos y/o bordes, o toda la red. Por ejemplo, las características a nivel de nodo pueden incluir fenómenos de red como intermediación y centralidad, o atributos individuales como edad, sexo o ingresos. El software SNA genera estas características a partir de datos de red sin procesar formateados en una lista de bordes, una lista de adyacencia o una matriz de adyacencia (también llamada sociomatriz), a menudo combinada con datos de atributos (a nivel individual / de nodo). Aunque la mayoría del software de análisis de red utiliza un formato de datos ASCII de texto plano, algunos paquetes de software contienen la capacidad de utilizar bases de datos relacionales para importar y / o almacenar características de red.

## Funciones
Las representaciones visuales de las redes sociales son importantes para comprender los datos de la red y transmitir el resultado del análisis. La visualización a menudo también facilita la interpretación cualitativa de los datos de la red. Con respecto a la visualización, las herramientas de análisis de red se utilizan para cambiar el diseño, los colores, el tamaño y otras propiedades de la representación de la red.
Algunos programas de SNA pueden realizar análisis predictivos. Esto incluye el uso de fenómenos de red como un vínculo para predecir los resultados a nivel individual (a menudo llamado influencia de pares o modelado de contagio), el uso de fenómenos a nivel individual para predecir los resultados de la red, como la formación de un vínculo / borde (a menudo llamados modelos de homofilia) o un tipo particular de tríada, o usar fenómenos de red para predecir otros fenómenos de red, como usar una formación de tríada en el tiempo 0 para predecir la formación de vínculos en el tiempo 1.

## Colección de bibliotecas y herramientas de análisis de redes sociales
| Producto                                                  | Funcionalidad principal                                                                                               | Formato de entrada | Formato de salida | Plataforma                                         | Licenia y costo                               | Notas |
| --------------------------------------------------------- | --- | --- | --- | -------------------------------------------------- | --------------------------------------------- | --- |
| AllegroGraph                                              | Base de datos de gráficos. RDF con herramienta de visualización de Gruff                                              | RDF | RDF | Linux, Mac, Windows                                | Gratis y Comercial                            | AllegroGraph es una base de datos de gráficos. Es una base de datos OLTP totalmente transaccional basada en disco que almacena datos estructurados en gráficos en lugar de tablas. AllegroGraph incluye una biblioteca de análisis de redes sociales. |
| Gephi                                                     | Software de exploración y manipulación de gráficos                                                                    | GraphViz(.dot), Graphlet(.gml), GUESS(.gdf), LEDA(.gml), NetworkX(.graphml, .net), NodeXL(.graphml, .net), Pajek(.net, .gml), Sonivis(.graphml), Tulip(.tlp, .dot), UCINET(.dl), yEd(.gml), Gephi (.gexf), Edge list(.csv), bases de datos | GUESS(.gdf), Gephi(.gexf), .svg, .png | Cualquier sistema compatible con Java 1.6 y OpenGL | Open Source (GPL3), búsqueda de colaboradores | Gephi es una plataforma interactiva de visualización y exploración para todo tipo de redes y sistemas complejos, gráficos dinámicos y jerárquicos. Es una herramienta para personas que tienen que explorar y comprender gráficos. El usuario interactúa con la representación, manipula las estructuras, formas y colores para revelar propiedades ocultas. Utiliza un motor de renderizado 3D para mostrar grandes redes en tiempo real y acelerar la exploración. Una arquitectura flexible y multitarea brinda nuevas posibilidades para trabajar con conjuntos de datos complejos y producir resultados visuales valiosos. |
| GraphStream                                               | Biblioteca de gráficos dinámicos                                                                                      | GraphStream(.dgs), GraphViz(.dot), Graphlet(.gml), edge list | GraphStream(.dgs), GraphViz(.dot), Graphlet(.gml), image sequence | Cualquier sistema compatible con Java              | Open Source                                   | GraphStream se ocupa de gráficos. Estático y dinámico. Los crea desde cero, desde un archivo o desde cualquier fuente. Los muestra y renderiza. |
| Graph-tool                                                | Módulo Python para análisis y visualización eficiente de gráficos.                                                    | GraphViz(.dot), GraphML | GraphViz(.dot), GraphML and multiple image formats. | GNU/Linux, Mac                                     | Software libre (GPL3)                         | Graph-tool es un módulo de Python para el análisis eficiente de gráficos. Sus estructuras de datos y algoritmos centrales se implementan en C ++, con un uso intensivo de la metaprogramación de plantillas , basada en Boost Graph Library . Contiene una lista completa de algoritmos. |
| Graphviz                                                  | Software de visualización de gráficos                                                                                 | GraphViz(.dot) | Múltiples formatos de imagen. | Linux, Mac, Windows                                | Open Source (CPL)                             | Graphviz es un marco de visualización de gráficos de código abierto. Tiene varios programas de diseño de gráficos principales adecuados para la visualización de redes sociales. |
| Igraph                                                    | Crear, manipular eficientemente, analizar y trazar grafos en C, Python o R.                                           | GraphML, LEDA (.gml), and more | GraphML, LEDA (.gml), GraphViz (.dot), y múltiples formatos de imagen | Linux, Mac, Windows                                | Open Source (GPL2)                            | igraph es una colección de bibliotecas para crear y manipular gráficos y analizar redes . Está escrito en C y también existe como paquetes Python y R ; también se proporciona una interfaz para Mathematica. |
| InfiniteGraph                                             | Base de datos de grafos distribuida y altamente escalable ..                                                          | SNAP, Gremlin, archivos de texto formateados para carga paralela de alta velocidad | Gremlin, más definible por el usuario | Linux, Mac, Windows                                | Comercial                                     | InfiniteGraph es una base de datos de gráficos distribuida que puede explotar algoritmos mixtos de disco, SSD y en memoria. Se basa en un motor de base de datos distribuido especializado que está optimizado para almacenar objetos con un gran número de conexiones. Admite consultas paralelas, definición de rutas y búsqueda de enlaces. Hay una aplicación de muestra de Social Networking Analytics. |
| Java Universal Network/Graph (JUNG) Framework             | manipulación, análisis y visualización de redes y gráficos                                                            | soporte integrado para GraphML, Pajek y algunos formatos de texto; el usuario puede crear analizadores para cualquier formato deseado | soporte integrado para GraphML, Pajek y algunos formatos de texto; el usuario puede crear exportadores para cualquier formato deseado                                                           | Cualquier plataforma compatible con Java           | Open source (licencia BSD)                    | JUNG es una API y biblioteca Java que proporciona un lenguaje común y extensible para el modelado, análisis y visualización de datos relacionales. Admite una variedad de tipos de gráficos (incluidos los hipergráficos), admite elementos de gráficos de cualquier tipo y con cualquier propiedad, permite visualizaciones personalizables e incluye algoritmos de teoría de gráficos, minería de datos y análisis de redes sociales (por ejemplo, agrupación, descomposición, optimización, generación de gráficos aleatorios, análisis estadístico, distancias, flujos y centralidad (PageRank, HITS, etc.)). Está limitado solo por la cantidad de memoria asignada a Java. |
| Mathematica                                               | Análisis de gráficos, estadísticas, visualización de datos, optimización, reconocimiento de imágenes.                 | CSV, DOT, GraphML, JSON, Pajek, XLS y muchos otros formatos que no son de red. | CSV, DOT, GraphML, JSON, Pajek, XLS y muchos otros formatos que no son de red. | Windows, Macintosh, Linux                          | Comercial                                     | Mathematica es un entorno de análisis y cálculo de propósito general. |
| Network Overview Discovery Exploration for Excel (NodeXL) | Descripción general, descubrimiento y exploración de la red                                                           | email, .csv (texto), .txt, .xls (Excel), .xslt (Excel 2007, 2010, 2013), .net (Pajek), .dl (UCINet), GraphML | .csv (text), .txt, .xls (Excel), .xslt (Excel 2007), .dl (UCINet), GraphML | Windows XP/Vista/7                                 | Freeware (Ms-PL)                              | NodeXL es un complemento gratuito y abierto de Excel 2007, 2010, 2013 y una biblioteca C # /. Net para análisis y visualización de redes. Se integra en Excel 2007, 2010, 2013 y agrega un gráfico dirigido como un tipo de gráfico a la hoja de cálculo y calcula un conjunto básico de métricas y puntajes de red. Admite la extracción de redes sociales de correo electrónico, Twitter, YouTube, Facebook, WWW, Wiki y flickr. Acepta listas de bordes y representaciones matriciales de gráficos. Permite la manipulación y el filtrado fáciles y automatizados de los datos subyacentes en formato de hoja de cálculo. Múltiples diseños de visualización de redes. Lee y escribe archivos Pajek, UCINet y GraphML. |
| NetMiner 4                                                | Software todo en uno para análisis y visualización de redes                                                           | .xls(Excel),.xlsx (Excel 2007), .csv(text), .dl(UCINET), .net(Pajek), .dat(StOCNET), .gml; NMF(proprietario) | .xls(Excel),.xlsx (Excel 2007), .csv(text), .dl(UCINET), .net(Pajek), .dat(StOCNET), NMF(proprietario)                                                                                          | Microsoft Windows                                  | Freeware (académica) y Comercial              | NetMiner es una herramienta de software para el análisis exploratorio y la visualización de grandes datos de red. NetMiner 4 incorpora un motor de script interno basado en Python que está equipado con el generador de script automático para usuarios no calificados. Luego, los usuarios pueden operar NetMiner 4 con GUI existente o lenguaje de script programable. - Análisis de grandes redes (+10.000.000 de nodos), medidas y modelos de red integrales - Análisis exploratorio y confirmatorio - Análisis visual interactivo - Análisis de redes hipotéticas - Procedimientos estadísticos y gráficos integrados - Documentación completa (más de 1000 páginas del manual del usuario) - Modelo de datos de red expresivo - Instalaciones para la gestión de datos y flujo de trabajo - Banco de trabajo de script basado en Python y facilidad de uso - Analizador morfológico para análisis de redes semánticas |
| NetworkX                                                  | Paquete de Python para la creación, manipulación y estudio de la estructura, dinámica y funciones de redes complejas. | GML, Graph6 / Sparse6, GraphML, GraphViz (.dot), NetworkX (.yaml, listas de adyacencia y listas de bordes), Pajek (.net), LEDA | GML, Gnome Dia, Graph6 / Sparse6, GraphML, GraphViz (.dot), NetworkX (.yaml, listas de adyacencia y listas de bordes), Pajek (.net) y varios formatos de imagen (.jpg, .png, .ps, .svg, et al.) | Open source (GPL and similar)                      | Freeware                                      | NetworkX (NX) es un conjunto de herramientas para la creación, manipulación, análisis y visualización de gráficos. La interfaz de usuario es a través de scripts / línea de comandos proporcionada por Python. NX incluye varios algoritmos, métricas y generadores de gráficos. La visualización se proporciona a través de pylab y graphviz. NX es un proyecto de código abierto, en desarrollo activo desde 2004 con un sitio de seguimiento de errores abierto y foros de usuarios. El desarrollo está patrocinado por Los Alamos National Lab. |
| R                                                         | Análisis de redes sociales dentro del versátil y popular entorno R                                                    | R lee casi cualquier formato de archivo de datos | R tiene capacidad de escritura para la mayoría de formatos de datos | Windows, Linux, Mac                                | Open source                                   | R contiene varios paquetes relevantes para el análisis de redes sociales: - igraph es un paquete de análisis de red genérico; - sna realiza análisis sociométricos de redes; - la red manipula y muestra objetos de la red; - PAFit puede analizar la evolución de redes complejas estimando el apego preferencial y la aptitud del nodo; - tnet realiza análisis de redes ponderadas, redes de dos modos y redes longitudinales; - ergm es un conjunto de herramientas para analizar y simular redes basadas en modelos de gráficos aleatorios exponenciales modelos de gráficos aleatorios exponenciales; - Bergm proporciona herramientas para el análisis bayesiano para modelos de gráficos aleatorios exponenciales; - hergm implementa modelos de gráficos aleatorios exponenciales jerárquicos; - RSiena permite el análisis de la evolución de las redes sociales utilizando modelos dinámicos orientados al actor; - latentnet tiene funciones para la posición latente de la red y modelos de clúster; - degreenet proporciona herramientas para el modelado estadístico de distribuciones de grados de red; - Networksis proporciona herramientas para simular redes bipartitas con marginales fijos; - multiplex ofrece herramientas para el análisis de múltiples redes sociales con álgebra; - netdiffuseR fue diseñado para el análisis de la difusión en red de innovaciones (y difusión en general); - bipartite proporciona funciones para visualizar y calcular índices utilizados para describir gráficos bipartitos. Se centra en redes, es decir, redes ecológicas. |
| Tulip                                                     | Herramienta de análisis de redes sociales                                                                             | Tulip (.tlp), GraphViz (.dot), GML, txt, matriz de adyacencia | .tlp, .gml | Windows Vista, XP, 7/ Linux / Mac OS               | LGPL                                          | Tulip es un marco de visualización de información dedicado al análisis y visualización de datos relacionales. Tulip tiene como objetivo proporcionar al desarrollador una biblioteca completa, que respalde el diseño de aplicaciones interactivas de visualización de información para datos relacionales que se pueden adaptar a los problemas que está abordando. |
| UNISoN (Social Network Analysis Tool)                     | Descargar mensajes de Usenet y guardar archivos de salida SNA                                                         | Lee desde servidores NNTP gratuitos | Crea archivos CSV y archivos .net de Pajek | Cualquier plataforma compatible con Java           | Open Source                                   | Una aplicación java que puede descargar mensajes Usenet de servidores NNTP gratuitos, mostrar los mensajes guardados y luego permitir el filtrado de datos para guardarlos en un archivo de red Pajek o archivo CSV. Crea redes utilizando el autor de cada publicación. Si alguien responde a una publicación, existe un enlace unidireccional creado desde el autor de la publicación hasta el autor del mensaje al que está respondiendo. También hay un panel de vista previa que muestra la red visualmente. |
| Wolfram Alpha                                             | Análisis de gráficos, análisis de series de tiempo, análisis de datos categóricos                                     | API de Facebook | Muchos formatos | Servicio web                                       | Freeware                                      | Wolfram Alpha es un motor de conocimiento computacional general que responde consultas en muchos dominios de conocimiento. Al recibir la entrada "Informe de Facebook" responderá consultas sobre el análisis de datos de la red social |